# Stenasellus simonsi
Stenasellus simonsi is een pissebed uit de familie Stenasellidae. De wetenschappelijke naam van de soort is voor het eerst geldig gepubliceerd in 1999 door Messana.